# Beautiful Things
«Beautiful Things» es una canción del cantante y compositor estadounidense Benson Boone. Fue lanzada el 18 de enero de 2024 a través de Night Street Records y Warner Records. La canción fue escrita por Boone, Jack LaFrantz y Evan Blair, este último fue el encargado de la producción. Alcanzó el número uno en Canadá, Noruega y Suiza.

## Composición
La canción es una balada sobre "el significado de la vida", donde Boone reflexiona sobre la gratitud por la vida y de lo "volátil" que puede ser la felicidad. También añade una interpretación "más poderosa" comparando con el estilo suave que había presentado el cantante en anteriores sencillos como «In the Stars», ayudándole a sacar "todo su carácter" desde dentro y realizando diferentes "giros vocales". Todo estos factores hace que Boone muestre su lado más vulnerable.

## Promoción
Desde el 3 de diciembre de 2023, Boone comenzó a promocionar constantemente la canción en TikTok e Instagram, acumulando más de 130 millones de visitas con su sonido hasta el 18 de enero de 2024.

## Video musical
El video musical se estrenó al día siguiente del sencillo. Obtuvo medio millón de visitas en una hora. El vídeo muestra a Benson Boone y su banda tocando en la cima de una montaña y fue filmado cerca de St. George, Utah. En julio de 2024, el video musical ha acumulado más de 300 millones de visitas.

## Posicionamiento en las listas
| lista (2024)                              | posición |
| ----------------------------------------- | -------- |
| Argentina (Argentina Hot 100)             | 47       |
| Australia (ARIA)                          | 1        |
| Austria (Ö3 Austria Top 40)               | 1        |
| Bielorrusia Airplay (TopHit)              | 2        |
| Bélgica (Flandes) (Ultratop 50)           | 1        |
| Bélgica (Valonia) (Ultratop 50)           | 1        |
| Bolivia (Billboard)                       | 21       |
| Brasil (Brasil Hot 100)                   | 32       |
| Canadá (Canadian Hot 100)                 | 1        |
| Canadá (Canada AC)                        | 1        |
| Canadá (CHR/Top 40)                       | 1        |
| Canadá (Hot AC)                           | 1        |
| Chile (Monitor Latino)                    | 12       |
| CIS Airplay (TopHit)                      | 1        |
| Costa Rica (Monitor Latino)               | 4        |
| Croacia Airplay (HRT)                     | 1        |
| República Checa (Rádio Top 100)           | 1        |
| República Checa (Singles Digitál Top 100) | 1        |
| Dinamarca (Tracklisten)                   | 3        |
| Ecuador (Billboard)                       | 18       |
| Estonia Airplay (TopHit)                  | 1        |
| Finlandia (OFC)                           | 34       |
| Francia (SNEP)                            | 1        |
| Alemania (Offizielle Deutsche Charts)     | 1        |
| Global 200 (Billboard)                    | 1        |
| Grecia Internacional (IFPI)               | 4        |
| Hungría (Single Top 40)                   | 10       |
| Islandia (Tónlistinn)                     | 2        |
| India Internacional (IMI)                 | 19       |
| Indonesia (Billboard)                     | 22       |
| Irlanda (IRMA)                            | 1        |
| Israel (Media Forest)                     | 2        |
| Italia (FIMI)                             | 18       |
| Japón Hot Overseas (Billboard Japan)      | 3        |
| Kazajistán Airplay (TopHit)               | 6        |
| Letonia (LAIPA)                           | 2        |
| Letonia Airplay (LAIPA)                   | 2        |
| Líbano (Lebanese Top 20)                  | 4        |
| Lituania (AGATA)                          | 5        |
| Lituania Airplay (TopHit)                 | 3        |
| Luxemburgo (Billboard)                    | 1        |
| Malasia (Billboard)                       | 13       |
| Malasia Internacional (RIM)               | 10       |
| MENA (IFPI)                               | 9        |
| Moldavia Airplay (TopHit)                 | 21       |
| Países Bajos (Dutch Top 40)               | 2        |
| Países Bajos (Mega Single Top 100)        | 2        |
| Nueva Zelanda (Recorded Music NZ)         | 1        |
| Nigeria (TurnTable Top 100)               | 79       |
| Noruega (VG-lista)                        | 1        |
| Panamá (PRODUCE)                          | 16       |
| Paraguay (Monitor Latino)                 | 4        |
| Perú (Billboard)                          | 20       |
| Filipinas (Philippines Hot 100)           | 68       |
| Polonia (Polish Airplay Top 100)          | 27       |
| Polonia (Polish Streaming Top 100)        | 4        |
| Portugal (AFP)                            | 1        |
| Rumania (UPFR)                            | 2        |
| Rumania Songs (Billboard)                 | 23       |
| Rumania Airplay (TopHit)                  | 2        |
| Rusia Airplay (TopHit)                    | 4        |
| San Marino (SMRRTV Top 50)                | 25       |
| Singapur (RIAS)                           | 10       |
| Eslovaquia (Rádio Top 100)                | 5        |
| Eslovaquia (Singles Digitál Top 100)      | 1        |
| Sudáfrica (TOSAC)                         | 2        |
| Corea del Sur (Circle)                    | 78       |
| España (PROMUSICAE)                       | 14       |
| España (Los 40 Principales)               | 1        |
| Suecia (Sverigetopplistan)                | 3        |
| Suiza (Schweizer Hitparade)               | 1        |
| Ucrania Airplay (TopHit)                  | 34       |
| Emiratos Árabes Unidos (IFPI)             | 4        |
| Reino Unido (UK Singles Chart)            | 1        |
| Estados Unidos (Billboard Hot 100)        | 2        |
| Estados Unidos (Adult Contemporary)       | 4        |
| Estados Unidos (Adult Top 40)             | 1        |
| Estados Unidos (Dance/Mix Show Airplay)   | 26       |
| Estados Unidos (Mainstream Top 40)        | 1        |
| Venezuela (Record Report)                 | 31       |

| lista (2024)                                         | posición |
| ---------------------------------------------------- | -------- |
| Bielorrusia Airplay (TopHit)                         | 2        |
| Brasil Streaming (Pro-Música Brasil)                 | 38       |
| Comunidad de Estados Independientes Airplay (TopHit) | 1        |
| República Checa (Rádio – Top 100)                    | 1        |
| Estonia Airplay (TopHit)                             | 1        |
| Kazajistán Airplay (TopHit)                          | 4        |
| Lituania Airplay (TopHit)                            | 5        |
| Moldavia Airplay (TopHit)                            | 73       |
| Rumania Airplay (TopHit)                             | 1        |
| Rusia Airplay (TopHit)                               | 3        |
| Eslovaquia (Rádio – Top 100)                         | 6        |
| Corea del Sur (Circle)                               | 114      |
| Ucrania Airplay (TopHit)                             | 47       |